# Zdeněk Zuzánek
Zdeněk Zuzánek (14. listopadu 1959) je bývalý český a československý reprezentant v orientačním běhu a v lyžařském orientačním běhu. Jeho největším úspěchem je bronzová medaile ze závodu jednotlivců na akademickém mistrovství světa v roce 1982.
Za svůj celoživotní přínos orientačnímu sportu byl v roce 2018 uveden do síně slávy.

## Sportovní kariéra – orientační běh

### Umístění na MS
Zdeněk Zuzánek dosáhl svého největšího úspěchu na začátku dospělé kariéry, kdy na akademickém MS v roce 1982 na Kokořínsku získal bronzovou medaili. Později se čtyřikrát nominoval na mistrovství světa, ale jen dvakrát mohl opravdu startovat - před MS 1983 si zranil nohu a v prvním závodě na MS 1993 si zase poranil kotník.
| Umístění na Mistrovství světa v orientačním běhu | Umístění na Mistrovství světa v orientačním běhu | Umístění na Mistrovství světa v orientačním běhu | Umístění na Mistrovství světa v orientačním běhu |
| Rok                                              | Krátká                                           | Klasika                                          | Štafety                                          |
| ------------------------------------------------ | ------------------------------------------------ | ------------------------------------------------ | ------------------------------------------------ |
| Gérardmer 1987                                   |                                                  | 18. místo                                        | 7. místo                                         |
| Skövde 1989                                      | 16. místo                                        | 6. místo                                         |                                                  |
| West Point 1993                                  | Q                                                |                                                  |                                                  |

| Umístění na Akademické mistrovství světa v orientačním běhu | Umístění na Akademické mistrovství světa v orientačním běhu | Umístění na Akademické mistrovství světa v orientačním běhu |
| Rok                                                         | Klasika                                                     | Štafety                                                     |
| ----------------------------------------------------------- | ----------------------------------------------------------- | ----------------------------------------------------------- |
| Praha 1982                                                  | 3. místo                                                    | 4. místo                                                    |
| Jönköping 1984                                              | 14. místo                                                   |                                                             |

### Umístění na MČSR
| Umístění na Mistrovství Československa v orientačním běhu | Umístění na Mistrovství Československa v orientačním běhu | Umístění na Mistrovství Československa v orientačním běhu | Umístění na Mistrovství Československa v orientačním běhu | Umístění na Mistrovství Československa v orientačním běhu | Umístění na Mistrovství Československa v orientačním běhu | Umístění na Mistrovství Československa v orientačním běhu | Umístění na Mistrovství Československa v orientačním běhu | Umístění na Mistrovství Československa v orientačním běhu | Umístění na Mistrovství Československa v orientačním běhu |
| Ročník                                                    | Kategorie                                                 | Klasická trať                                             | Krátká trať                                               | Dlouhá trať                                               | Noční                                                     | Členství v klubu                                          | Štafety                                                   | Kluby                                                     |                                                           |
| --------------------------------------------------------- | --------------------------------------------------------- | --------------------------------------------------------- | --------------------------------------------------------- | --------------------------------------------------------- | --------------------------------------------------------- | --------------------------------------------------------- | --------------------------------------------------------- | --------------------------------------------------------- | --------------------------------------------------------- |
| MČSR 1975                                                 | H15 – mladší dorostenci                                   |                                                           |                                                           |                                                           | 5. místo                                                  | OOB Vamberk                                               |                                                           |                                                           |                                                           |
| MČSR 1977                                                 | H17 – starší dorostenci                                   | 2. místo                                                  |                                                           | 8. místo                                                  | SOOB Spartak Rychnov n.Kn.                                | 7. místo                                                  |                                                           |                                                           |                                                           |
| MČSR 1978                                                 | H19 – junioři                                             | 13. místo                                                 |                                                           | 2. místo                                                  | OOB Vamberk                                               |                                                           |                                                           |                                                           |                                                           |
| MČSR 1979                                                 | H19 – junioři                                             | 5. místo                                                  | 1. místo                                                  |                                                           | OOB Vamberk                                               |                                                           |                                                           |                                                           |                                                           |
| MČSR 1980                                                 | H21 – muži                                                |                                                           | 22. místo                                                 |                                                           | USK Praha                                                 | 4. místo                                                  |                                                           |                                                           |                                                           |
| MČSR 1981                                                 | H21 – muži                                                | 2. místo                                                  | 10. místo                                                 | 16. místo                                                 | USK Praha                                                 | 2. místo                                                  |                                                           |                                                           |                                                           |
| MČSR 1982                                                 | H21 – muži                                                | 1. místo                                                  | 2. místo                                                  |                                                           | USK Praha                                                 | 1. místo                                                  |                                                           |                                                           |                                                           |
| MČSR 1983                                                 | H21 – muži                                                | 8. místo                                                  |                                                           |                                                           | USK Praha                                                 | 1. místo                                                  |                                                           |                                                           |                                                           |
| MČSR 1985                                                 | H21 – muži                                                | 30. místo                                                 | 11. místo                                                 |                                                           | USK Praha                                                 |                                                           |                                                           |                                                           |                                                           |
| MČSR 1986                                                 | H21 – muži                                                | 3. místo                                                  | 1. místo                                                  |                                                           | USK Praha                                                 | 1. místo                                                  |                                                           |                                                           |                                                           |
| MČSR 1987                                                 | H21 – muži                                                | 3. místo                                                  |                                                           |                                                           | USK Praha                                                 | 2. místo                                                  |                                                           |                                                           |                                                           |
| MČSR 1988                                                 | H21 – muži                                                | 5. místo                                                  |                                                           |                                                           | USK Praha                                                 | 1. místo                                                  |                                                           |                                                           |                                                           |
| MČSR 1989                                                 | H21 – muži                                                | 1. místo                                                  | 6. místo                                                  |                                                           | USK Praha                                                 | 1. místo                                                  |                                                           |                                                           |                                                           |
| MČSR 1990                                                 | H21 – muži                                                | 11. místo                                                 | 3. místo                                                  |                                                           | USK Praha                                                 | 5. místo                                                  |                                                           |                                                           |                                                           |
| MČSR 1991                                                 | H19 (21) – muži                                           |                                                           | 15. místo                                                 |                                                           |                                                           | USK Praha                                                 |                                                           |                                                           |                                                           |
| MČSR 1991                                                 | H21 – muži                                                | 3. místo                                                  |                                                           |                                                           |                                                           | USK Praha                                                 | 2. místo                                                  |                                                           |                                                           |
| MČSR 1992                                                 | H19 (21) – muži                                           |                                                           | 22. místo                                                 |                                                           |                                                           | OOB TJ Tatran Jablonec n. N.                              |                                                           |                                                           |                                                           |
| MČSR 1992                                                 | H21 – muži                                                | 10. místo                                                 |                                                           |                                                           |                                                           | OOB TJ Tatran Jablonec n. N.                              |                                                           |                                                           |                                                           |

### Umístění na MČR
| Umístění na Mistrovství České republiky v orientačním běhu | Umístění na Mistrovství České republiky v orientačním běhu | Umístění na Mistrovství České republiky v orientačním běhu | Umístění na Mistrovství České republiky v orientačním běhu | Umístění na Mistrovství České republiky v orientačním běhu | Umístění na Mistrovství České republiky v orientačním běhu | Umístění na Mistrovství České republiky v orientačním běhu | Umístění na Mistrovství České republiky v orientačním běhu | Umístění na Mistrovství České republiky v orientačním běhu | Umístění na Mistrovství České republiky v orientačním běhu | Umístění na Mistrovství České republiky v orientačním běhu | Umístění na Mistrovství České republiky v orientačním běhu |
| Ročník                                                     | Kategorie                                                  | Klasická                                                   | Krátká                                                     | Sprint                                                     | Dlouhá                                                     | Noční                                                      | Ranking                                                    | Členství v klubu                                           | Štafety                                                    | Kluby                                                      |                                                            |
| ---------------------------------------------------------- | ---------------------------------------------------------- | ---------------------------------------------------------- | ---------------------------------------------------------- | ---------------------------------------------------------- | ---------------------------------------------------------- | ---------------------------------------------------------- | ---------------------------------------------------------- | ---------------------------------------------------------- | ---------------------------------------------------------- | ---------------------------------------------------------- | ---------------------------------------------------------- |
| MČR 1993                                                   | H21 – muži                                                 | 2. místo                                                   | 4. místo                                                   |                                                            | 2. místo                                                   |                                                            |                                                            | OOB TJ Tatran Jablonec n. N.                               | 7. místo                                                   |                                                            |                                                            |
| MČR 1994                                                   | H21 – muži                                                 | 17. místo                                                  |                                                            | 5. místo                                                   |                                                            |                                                            | OOB TJ Tatran Jablonec n. N.                               |                                                            |                                                            |                                                            |                                                            |
| MČR 1995                                                   | H21 – muži                                                 | 12. místo                                                  | 7. místo                                                   | 19. místo                                                  |                                                            |                                                            | OOB TJ Tatran Jablonec n. N.                               | 24. místo                                                  | 18. místo                                                  |                                                            |                                                            |
| MČR 1996                                                   | H21 – muži                                                 | 35. místo                                                  | 10. místo                                                  | 4. místo                                                   | 15. místo                                                  |                                                            | OOB TJ Tatran Jablonec n. N.                               |                                                            |                                                            |                                                            |                                                            |
| MČR 1997                                                   | H21 – muži                                                 | 6. místo                                                   | 26. místo                                                  | 28. místo                                                  |                                                            |                                                            | OOB TJ Tatran Jablonec n. N.                               |                                                            |                                                            |                                                            |                                                            |
| MČR 1998                                                   | H21 – muži                                                 | disk                                                       |                                                            | 10. místo                                                  |                                                            |                                                            | OOB TJ Tatran Jablonec n. N.                               |                                                            |                                                            |                                                            |                                                            |
| MČR 1999                                                   | H21 – muži                                                 | 27. místo                                                  | 27. místo                                                  |                                                            | 11. místo                                                  |                                                            | 21. místo                                                  | OOB TJ Tatran Jablonec n. N.                               |                                                            |                                                            |                                                            |
| MČR 2000                                                   | H21 – muži                                                 | 10. místo                                                  | 10. místo                                                  |                                                            |                                                            |                                                            | 20. místo                                                  | OOB TJ Tatran Jablonec n. N.                               |                                                            |                                                            |                                                            |
| MČR 2001                                                   | H21 – muži                                                 | 23. místo                                                  | 4. místo                                                   |                                                            |                                                            |                                                            | 21. místo                                                  | OOB TJ Tatran Jablonec n. N.                               |                                                            |                                                            |                                                            |
| MČR 2002                                                   | H21 – muži                                                 | 33. místo                                                  |                                                            |                                                            |                                                            |                                                            | 27. místo                                                  | OOB TJ Tatran Jablonec n. N.                               |                                                            |                                                            |                                                            |
| MČR 2003                                                   | H21 – muži                                                 | 54. místo                                                  | 38. místo                                                  |                                                            |                                                            |                                                            | 49. místo                                                  | OOB TJ Tatran Jablonec n. N.                               |                                                            |                                                            |                                                            |
| MČR 2004                                                   | H21 – muži                                                 | 43. místo                                                  |                                                            |                                                            |                                                            |                                                            | 49. místo                                                  | OOB TJ Tatran Jablonec n. N.                               |                                                            |                                                            |                                                            |
| MČR 2005                                                   | H21 – muži                                                 | 37. místo                                                  | 68. místo                                                  |                                                            |                                                            |                                                            | 59. místo                                                  | OOB TJ Tatran Jablonec n. N.                               |                                                            |                                                            |                                                            |
| MČR 2006                                                   | H21 – muži                                                 | 44. místo                                                  |                                                            |                                                            |                                                            |                                                            | 95. místo                                                  | OOB TJ Tatran Jablonec n. N.                               |                                                            |                                                            |                                                            |
| MČR 2007                                                   | H21 – muži                                                 |                                                            | 40. místo                                                  |                                                            |                                                            |                                                            | 277. místo                                                 | OOB TJ Tatran Jablonec n. N.                               |                                                            |                                                            |                                                            |
| MČR 2008                                                   | H21 – muži                                                 |                                                            |                                                            |                                                            |                                                            |                                                            | 88. místo                                                  | OOB TJ Tatran Jablonec n. N.                               |                                                            |                                                            |                                                            |
| MČR 2009                                                   | H21 – muži                                                 |                                                            | 91. místo                                                  |                                                            |                                                            |                                                            | 133. místo                                                 | OOB TJ Tatran Jablonec n. N.                               |                                                            |                                                            |                                                            |

## Sportovní kariéra – lyžařský orientační běh

### Umístění na MS
| Umístění na Mistrovství světa v lyžařském orientačním běhu | Umístění na Mistrovství světa v lyžařském orientačním běhu | Umístění na Mistrovství světa v lyžařském orientačním běhu | Umístění na Mistrovství světa v lyžařském orientačním běhu |
| Rok                                                        | Krátká                                                     | Klasika                                                    | Štafety                                                    |
| ---------------------------------------------------------- | ---------------------------------------------------------- | ---------------------------------------------------------- | ---------------------------------------------------------- |
| Lavarone 1984                                              |                                                            | disk                                                       | 7. místo                                                   |
| Batak 1986                                                 | 31. místo                                                  |                                                            |                                                            |
| Kuopio 1988                                                | 21. místo                                                  | 22. místo                                                  |                                                            |
| Skelleftea 1990                                            | 31. místo                                                  | 24. místo                                                  |                                                            |
| Pontarlier 1992                                            | 21. místo                                                  | 21. místo                                                  |                                                            |
| Lillehammer 1996                                           |                                                            | 33. místo                                                  | 6. místo                                                   |